# Giovanni Moreno
Giovanni Andrés „Gio” Moreno Cardona (ur. 1 lipca 1986 w Segovii) – kolumbijski piłkarz występujący na pozycji ofensywnego pomocnika, obecnie zawodnik chińskiego Shanghai Shenhua.

## Kariera klubowa
Moreno pochodzi z górniczej miejscowości Segovia w departamencie Antioquia. Wychowywał się w ubogiej rodzinie jako najstarszy z trójki rodzeństwa, jego ojciec pracował jako górnik w lokalnej kopalni złota. Wyróżniając się wysokim wzrostem, początkowo równolegle do gry w piłkę nożną trenował koszykówkę, lecz później zdecydował się skupić tylko na futbolu. Po pewnym czasie przeprowadził się do miasta Medellín, gdzie mieszkała reszta jego rodziny. Talent młodego zawodnika został dostrzeżony za sprawą udanych występów na olimpiadzie międzyszkolnej (Juegos Intercolegiados) przez trenera Jairo Loperę, który w 2004 roku ściągnął go do drugoligowego klubu Florida Soccer z siedzibą w Itagüí. Po kilku miesiącach gracz – ze względu na charakterystyczną posturę obdarzony przydomkiem „Flaco” („Chudy”) – przeniósł się do występującego w najwyższej klasie rozgrywkowej zespołu Envigado FC, słynącego z dobrej pracy z młodzieżą (na liście jego wychowanków znajduje się wielu reprezentantów Kolumbii, m.in. James Rodríguez, Fredy Guarín, Juan Quintero czy Dorlan Pabón).
Do pierwszej drużyny Moreno został włączony w wieku dwudziestu lat przez szkoleniowca Miguela Cadavida. W Categoría Primera A zadebiutował 10 września 2006 w przegranym 0:1 spotkaniu z Deportes Quindío (w tym samym meczu debiutował także James Rodríguez). W swoim premierowym, jesiennym sezonie Finalización 2006 zanotował tylko dwa występy, zaś ekipa Envigado spadła do drugiej ligi. Bezpośrednio po relegacji, z klubu odeszło dwóch ofensywnych pomocników – Jonathan Estrada i Óscar Restrepo – w konsekwencji czego młody gracz został podstawowym rozgrywającym Envigado, a niebawem również niekwestionowaną gwiazdą drugiej ligi. Zarówno w wiosennym sezonie Apertura 2007, jak i jesiennym Finalización 2007 triumfował z drużyną w rozgrywkach Categoría Primera B, dzięki czemu na koniec roku powrócił z Envigado do najwyższej klasy rozgrywkowej. W wymienionych sezonach zostawał również królem strzelców drugiej ligi kolumbijskiej – wiosną z jedenastoma golami na koncie, zaś jesienią strzelił dziewiętnaście bramek.
Równocześnie do świetnych występów w drugiej lidze, Moreno szukał zatrudnienia w klubach europejskich. W lecie 2007 przebywał na testach we francuskim AS Saint-Étienne, z którym nie podpisał umowy ze względu na wyczerpany limit obcokrajowców (zamiast tego zaproponowano mu opcję wypożyczenia do drugoligowego Tours FC, którą zawodnik odrzucił). Przez trzy miesiące trenował również z czeską Mladą Boleslav, lecz ze względu na problemy z aklimatyzacją zdecydował się na powrót do ojczyzny. Po awansie z Envigado do pierwszej ligi, 3 lutego 2008 w wygranej 2:0 konfrontacji z Deportivo Pereira zdobył swojego premierowego gola w najwyższej klasie rozgrywkowej. W pierwszej lidze kontynuował swoją dobrą passę strzelecką, będąc najlepszym strzelcem Envigado i potwierdzając opinię wielkiego talentu. Jego forma zaowocowała zainteresowaniem ze strony z drużyn zagranicznych – w maju 2008 ofertę kupna gracza złożyły niemiecki Werder Brema, meksykański Cruz Azul i brazylijski Corinthians Paulista.
W lipcu 2008 Moreno został zawodnikiem krajowego giganta – zespołu Atlético Nacional. Władze klubu z Medellín zapłaciły za niego 2,5 miliona dolarów (za 90% praw do karty zawodniczej), co uczyniło go najdroższym piłkarzem w historii ligi kolumbijskiej. W barwach Atlético Nacional spędził kolejne dwa lata – trafił jednak na kilkuletni okres posuchy w dziejach drużyny i nie wywalczył żadnego osiągnięcia. Mimo to lewonożny gracz pozostawał jednak niekwestionowaną gwiazdą ekipy i całej ligi kolumbijskiej (we wszystkich rozgrywkach zanotował 81 meczów i strzelił 44 gole), imponując świetną skutecznością, techniką, kontrolą piłki (mimo wysokiego wzrostu) oraz perfekcyjnym kreowaniem akcji. Równolegle był jednym z podstawowych piłkarzy kadry narodowej i kilkukrotnie otrzymywał oferty transferu z klubów z Argentyny, Meksyku i Portugalii.
W lipcu 2010 Moreno przeszedł w ramach transakcji pośredniej do argentyńskiego Racing Club de Avellaneda (w klubie został ulokowany przez prywatne przedsiębiorstwo, które wykupiło 75% praw do karty zawodniczej od Atlético Nacional za sumę czterech milionów dolarów). W argentyńskiej Primera División zadebiutował 14 sierpnia 2010 w wygranym 2:1 meczu z Boca Juniors, zaś pierwszą bramkę zdobył 17 września tego samego roku, z rzutu karnego w wygranym 4:0 pojedynku z Lanús. W barwach Racingu zanotował świetny początek, za sprawą stylu gry będąc porównywanym przez kibiców i dziennikarzy do legendarnego Rubéna Paza. W lutym 2011 w jednym z ligowych meczów zerwał więzadła krzyżowe, przez co musiał pauzować przez siedem miesięcy. Bezpośrednio po rekonwalescencji powrócił jednak do wyjściowego składu i w jesiennym sezonie Apertura 2011 zdobył z ekipą prowadzoną przez Diego Simeone wicemistrzostwo Argentyny, współtworząc formację ofensywną z Teófilo Gutiérrezem, Gabrielem Hauche i Federico Santanderem. Ogółem w Racingu grał przez dwa lata; opuścił klub głównie ze względu na napiętą sytuację z kibicami (wobec słabszej formy zespołu kilku piłkarzy Racingu otrzymało śmiertelne pogróżki, a Moreno i Santander zostali napadnięci po treningu).
W czerwcu 2012 Moreno za sumę 5,7 miliona dolarów przeniósł się do chińskiego Shanghai Shenhua. W Chinese Super League zadebiutował 1 lipca 2012 w przegranym 0:1 spotkaniu z Qingdao Jonoon, a premierowego gola zdobył 28 lipca tego samego roku w zremisowanej 2:2 konfrontacji z Guangzhou Evergrande. Od razu został kluczowym piłkarzem ekipy z Szanghaju – w sezonie 2014 został wybrany do najlepszej jedenastki ligi chińskiej, zaś w 2015 roku doszedł do finału Pucharu Chin.

## Kariera reprezentacyjna
W seniorskiej reprezentacji Kolumbii Moreno zadebiutował za kadencji selekcjonera Jorge Luisa Pinto, 1 maja 2008 w wygranym 5:2 meczu towarzyskim z Wenezuelą. Premierowego gola w kadrze narodowej strzelił 30 września 2009 w wygranym 2:1 sparingu z Meksykiem. Wystąpił w trzech (z osiemnastu możliwych) spotkań w ramach eliminacji do Mistrzostw Świata w RPA, zdobywając gola w konfrontacji z Chile (2:4), lecz jego drużyna nie zdołała się zakwalifikować na mundial. W 2011 roku był natomiast jednym z poważniejszych kandydatów do powołania na turniej Copa América, jednak kontuzja uniemożliwiła mu wzięcie udziału w tych rozgrywkach.